# ジュゼッペ・パパドプーロ
ジュゼッペ・パパドプーロ（Giuseppe Papadopulo、1948年2月2日 - ）は、イタリアの元サッカー選手、サッカー指導者。

## 経歴
現役時代はDFとして、ラツィオなどでプレーした。
現役引退後は、指導者に転身し、監督として、シエナ、レッチェを昇格に導いた。2004-05シーズンには財政破綻寸前のラツィオ監督も務め、苦境のチームで奮闘した。2005-06シーズン、パレルモのルイジ・デルネーリ監督の解任を受けシーズン途中で監督に就任。
2009年4月に、シニシャ・ミハイロヴィチの後任としてボローニャFC監督に就任。降格圏に落ち込んでいたチームを残留に導いた。2009-10シーズンも引き続きボローニャの監督を務めたが、リーグ8試合で勝ち点6しか取れず、成績不振で解任された。しかしユヴェントスやフィオレンティーナなどとドローに持ち込むなど善戦していたため、パパドプーロ自身は解任に納得がいかない気持ちを表した。